# Порошино (Вологодский район)
Порошино — деревня в Вологодском районе Вологодской области.
Входит в состав Марковского сельского поселения, с точки зрения административно-территориального деления — в Марковский сельсовет.
Расстояние по автодороге до районного центра Вологды — 28 км, до центра муниципального образования Васильевского — 6 км. Ближайшие населённые пункты — Матвеевское, Редькино, Чернецкое, Марково, Поповское, Калинкино.
По данным переписи в 2002 году постоянного населения не было.